# Dżibuti na Letnich Igrzyskach Olimpijskich 2020
Dżibuti na Letnich Igrzyskach Olimpijskich 2020 – występ kadry sportowców reprezentujących Dżibuti na igrzyskach olimpijskich, które odbyły się w Tokio w Japonii, w dniach 23 lipca - 8 sierpnia 2021 roku.
Reprezentacja Dżibuti liczyła czterech zawodników - kobietę i trzech mężczyznę, którzy wystąpili w 3 dyscyplinach.
Był to dziewiąty start Dżibuti na letnich igrzyskach olimpijskich.

## Reprezentanci

### Judo
| Zawodnik                | Konkurencja     | 1/16                         | 1/8                               | Ćwierćfinały     | Półfinały        | Repasaż 1        | Repasaż 2        | Repasaż 3        | Finał            | Pozycja |
| Zawodnik                | Konkurencja     | Przeciwnik Wynik             | Przeciwnik Wynik                  | Przeciwnik Wynik | Przeciwnik Wynik | Przeciwnik Wynik | Przeciwnik Wynik | Przeciwnik Wynik | Przeciwnik Wynik | Pozycja |
| ----------------------- | --------------- | ---------------------------- | --------------------------------- | ---------------- | ---------------- | ---------------- | ---------------- | ---------------- | ---------------- | ------- |
| Aden-Alexandre Houssein | -73 kg mężczyzn | Chamara Repiyallage IPP 10:0 | Lasza Szawdatuaszwili WAZ 0s1:1s1 | NQ               | NQ               | NQ               | NQ               | NQ               | NQ               | 7-16.   |

### Lekkoatletyka
| Zawodnik           | Konkurencja             | Runda 1  | Runda 1 | Półfinał | Półfinał | Finał    | Finał   | Pozycja |
| Zawodnik           | Konkurencja             | Rezultat | Pozycja | Rezultat | Pozycja  | Rezultat | Pozycja | Pozycja |
| ------------------ | ----------------------- | -------- | ------- | -------- | -------- | -------- | ------- | ------- |
| Souhra Ali Mohamed | Bieg na 1500 m kobiet   | DNF      | DNF     | NQ       | NQ       | NQ       | NQ      | -       |
| Ayanleh Souleiman  | Bieg na 800 m mężczyzn  | DNS      | DNS     | NQ       | NQ       | NQ       | NQ      | -       |
| Ayanleh Souleiman  | Bieg na 1500 m mężczyzn | 3:37.25  | 9 q     | DNF      | DNF      | NQ       | NQ      | -       |

### Pływanie
| Zawodnik              | Konkurencja                | Eliminacje | Eliminacje | Półfinał | Półfinał | Finał | Finał   | Pozycja |
| Zawodnik              | Konkurencja                | Czas       | Miejsce    | Czas     | Miejsce  | Czas  | Miejsce | Pozycja |
| --------------------- | -------------------------- | ---------- | ---------- | -------- | -------- | ----- | ------- | ------- |
| Hussein Gaber Ibrahim | 50 m st. dowolnym mężczyzn | 27.41      | 2          | NQ       | NQ       | NQ    | NQ      | 65      |